# Historia calamitatum
Historia calamitatum, connu en français sous le titre Histoire de mes malheurs, prend la forme d'une lettre adressée par l'auteur Pierre Abélard à un moine inconnu et peut-être fictif à l'Abbaye Saint-Gildas de Rhuys. Rédigée en 1132, l'œuvre appartient au genre littéraire de la consolation, en même temps qu'elle constitue un exemple d'autobiographie, influencée par Les Confessions d'Augustin d'Hippone.
L'authenticité du texte a pu faire l'objet de débats, mais la question apparait aujourd'hui tranchée,.

## Titre
L'œuvre a pu être désignée sous une diversité de titres en latin comme en français. On retrouve parmi les titres français Consolation à un ami, Lettre à un ami, Lettre à un ami, contenant le récit de ses malheurs ou encore Lettre d'Abélard adressée à un ami contenant le récit de ses malheurs.
Le titre latin d'Historia calamitatum est absent du manuscrit, mais utilisé déjà par Pétrarque dans De Vita Solitaria (1346).

## Contenu
La lettre représente l'occasion d'une introspection de la part d'Abélard, qui y raconte sa castration et son amour pour Héloïse, mais aussi sa condamnation au concile de Soissons en 1121, la destruction de ses premières œuvres et l'échec du projet de l'abbaye du Paraclet.

## Éditions
L'édition latine de référence est celle de Jacques Monfrin publiée aux éditions Vrin en 1978, selon le médiéviste Jacques Verger.